# Distrito de Huancarqui
El distrito de Huancarqui es uno de los catorce que conforman la provincia de Castilla, ubicada en el departamento de Arequipa, en el Sur del Perú.
Desde el punto de vista jerárquico de la Iglesia católica forma parte de la Prelatura de Chuquibamba en la Arquidiócesis de Arequipa.

## Historia
El distrito fue creado en los primeros años de la República.

## Geografía
Distrito situado en el valle de Majes, en la parte baja de la provincia, con un relieve plano a ligeramente ondulado.
Se encuentra por debajo de los 1 000 m s. n. m. y está formado por los distritos de Aplao, Uraca y Huancarqui.
Dicho Valle es largo y encajonado, ubicado en la llanura de la Costa del Océano Pacífico, pero lejos de la orilla del mar y de las estratificaciones de los Andes, sigue la forma del río.
El clima en la comarca de Castilla Baja es muy caluroso por su estrechez y profundidad, con relación al llano donde las aguas han socavado su hoya. Las temperaturas medias anuales oscilan entre los 15° y los 24 °C.
Las Lluvias del invierno en la costa y del verano en la sierra, llegan solo a los extremos del valle, que no recibe lluvias más que esporádicas lloviznas muy escasas.

## Centros poblados
Huancarqui, Huatiapa, Pampa Blanca, Tomaca, Las Islas, La Laja, Callejones y Santo Domingo.
.
El sector cuenta con un mismo nivel de desarrollo infedrior al de los distritos de  Aplao y Corire. La localidad es un ciudad dormitorio de Aplao trabajando sus moradores en sus áreas agrícolas.
Tiene un enorme potencial como centro turístico.

## Capital
Su capital es el centro poblado de Huancarqui, ubicado a 610 m s. n. m. y tiene una población de 1700 habitantes, dedicados a la agricultura.

## Autoridades

### Municipales
- 2011-2014[4]
  - Alcalde: Flavio Antonio Martínez Martínez, del Movimiento Arequipa Renace (AR).
  - Regidores: Rosa Brígida Morán Llamozas (AR), Alejandro José Mendoza Flores (AR), Víctor Federico Morán Febres (AR), María Alejandra Cuentas Díaz (AR), Janett Yaquelín Zúñiga Llamosas (APRA).
- 2007-2010:
  - Alcalde: Jony Mampari Cárdenas Urquizo.

### Religiosas
- Obispo Prelado: Mons.  Mario Busquets Jordá.
- Parroquia San Nicolás Tolentino: Párroco Prb.  .

## Festividades
- San Nicolás Tolentino.
- Virgen del Carmen.
- Virgen del Rosario.

### Semana Santa
El Jueves Santo, se celebra la santa misa y el lavado de pies tradicional, por la noche algunas personas realizan peregrinaciones por los cerros del distrito.
El Viernes Santo, procesión con el santo sepulcro y la liturgia de las 7 palabras.
El Sábado de gloria, misa de resurrección.
El Domingo de Resurrección.
En Huancarqui se hacho tradición la representación del vía crucis en el cerro calvario, realizada por los escolares y pobladores del distrito.